# Буланова, Мария Андреевна
Мария Андреевна Буланова (род. 12 января 2001, Санкт-Петербург) — российская балерина. Солистка балетной труппы Мариинского театра. Номинант премии «Золотая маска» (2022).

## Биография
Родилась 12 января 2001 года в Санкт-Петербурге. Начала заниматься балетом в шесть лет в частной балетной школе под руководством Владислава Васильевича Курамшина. В 2008—2015 годах выступала в составе труппы театра «Хореографические миниатюры» при балетной школе, с которым гастролировала в России и за рубежом.
Окончила подготовительные курсы при Академии русского балета имени А. Я. Вагановой, и в 2011 году была зачислена в первый класс академии (педагог Людмила Ивановна Комолова). Однако в конце года покинула академию из-за невозможности совмещать обучение с выступлением в театре при балетной школе.
Участница международных балетных конкурсов Youth America Grand Prix 2012 и 2013 годов, финалистка 2015 года (топ-12 среди юниоров).
В 2015 году окончила среднюю школу, сдав экстерном два года обучения и итоговые экзамены. В этом же году была зачислена на первый курс Академии русского балета имени А. Я. Вагановой в класс Людмилы Валентиновны Ковалёвой.
В 2016 году стала лауреатом первой степени балетного конкурса Vaganova-Prix.
В 2018 году с отличием окончила академию и была принята в состав труппы Мариинского театра. С ноября 2019 года является второй солисткой балетной труппы.
В 2022 году стала номинантом театральной премии «Золотая маска» в категории «Балет — современный танец / женская роль» за роль Феи I в балете «Байка. Мавра. Поцелуй феи».
Балетный критик Анна Гордеева так писала о Булановой: «У юной танцовщицы есть значительный трагический дар — она умеет рассказывать про взаимоотношения своих героинь со смертью; повелительница вилис Мирта и готовая убивать из ревности Зарема долго не забываются после спектакля. Но проработаны и другие краски — в том числе ясно-баланчинские: Буланова отлично смотрится в „Рубинах“. Трудно даже предположить ее следующую значимую роль — пока что кажется, что она справится абсолютно с любой техникой и любым стилем». «Одним из самых интересных дебютов Булановой стал дебют в „Спящей красавице“, где она вышла в роли Феи Сирени — благостный сказочный персонаж, вообще-то противостоящий силе Зла, получил — при всей необходимой балеринской хрупкости — уверенную могучесть. Эта фея гарантировала пугающе начавшейся сказке счастливый финал — под ее присмотром он не мог быть другим».

## Репертуар
- «Сильфида» (Эффи)
- «Жизель» (Мирта)
- «Баядерка» (Гамзатти, Джампе, Гран па)
- «Лебединое озеро» (невесты принца, большие лебеди, па-де-де из III картины)
- «Спящая красавица» (фея Сирени)
- «Корсар» (Медора, трио одалисок)
- «Дон Кихот» (Китри, Уличная танцовщица)
- «Шехеразада» (Зобеида)
- «Жар-птица» (Жар-птица, Царевна-Ненаглядная краса)
- «Бахчисарайский фонтан» (Зарема)
- «Щелкунчик» (Королева снежинок, Розовый вальс, Вальс снежинок)
- «Драгоценности» / «Рубины»
- «Симфония до мажор» (III. Allegro vivace)
- «Сон в летнюю ночь» (Ипполита)
- «В ночи»
- «Легенда о любви» (Придворные танцовщицы, монолог Мехменэ Бану, адажио из III акта)
- «Конёк-Горбунок» (Кобылица, Морская царевна)
- «Анна Каренина» (княгиня Бетси)
- «Золушка» (Женский танец, Учителя танцев)
- «Пахита» (Кардуча)
- «Пульчинелла» (Пруденца)
- «Push Comes to Shove»
- «Поцелуй феи» (Фея I)
- «Дочь фараона» (жена рыбака, альмеи)
- «Медный всадник» (Царица бала)
- «Ленинградская симфония» (Девушка)
- «Спартак» (Эгина)

## Награды
- 2014 — первый приз международного конкурса юных артистов балета «Анна Павлова» в категории «Современная хореография» и второй приз в категории «Солисты классического танца» средней группы (10-13 лет)[10]
- 2016 — лауреат первой степени балетного конкурса Vaganova-Prix[3]
- 2022 — номинация на премию «Золотая маска» в категории «Балет — современный танец / женская роль» — Фея I, «Байка. Мавра. Поцелуй феи» (Мариинский театр)[7]